# Burkesville
Burkesville és una població dels Estats Units a l'estat de Kentucky. Segons el cens del 2000 tenia 1.756 habitants.

## Demografia
Segons el cens del 2000, Burkesville tenia 1.756 habitants, 768 habitatges, i 459 famílies. La densitat de població era de 239,6 habitants/km².
Dels 768 habitatges en un 27,2% hi vivien nens de menys de 18 anys, en un 36,5% hi vivien parelles casades, en un 19,1% dones solteres, i en un 40,2% no eren unitats familiars. En el 37% dels habitatges hi vivien persones soles el 18,8% de les quals corresponia a persones de 65 anys o més que vivien soles. El nombre mitjà de persones vivint en cada habitatge era de 2,15 i el nombre mitjà de persones que vivien en cada família era de 2,79.
Per edats la població es repartia de la següent manera: un 22,9% tenia menys de 18 anys, un 7,7% entre 18 i 24, un 23,5% entre 25 i 44, un 22,7% de 45 a 60 i un 23,1% 65 anys o més.
L'edat mediana era de 42 anys. Per cada 100 dones de 18 o més anys hi havia 69,5 homes.
La renda mediana per habitatge era de 17.209$ i la renda mediana per família de 24.028$. Els homes tenien una renda mediana de 20.985 $ mentre que les dones 16.763$. La renda per capita de la població era de 11.653$. Entorn del 23,8% de les famílies i el 29,9% de la població estaven per davall del llindar de pobresa.

## Poblacions més properes
El següent diagrama mostra les poblacions més properes.